# Emoni Bates
Pour les articles homonymes, voir Bates.
Emoni James-Wayne Bates, né le  28 janvier 2004 à Ann Arbor dans le Michigan, est un joueur américain de basket-ball évoluant au poste d'ailier.

## Biographie

### Carrière universitaire
En août 2021, à l'âge de 17 ans, Emoni Bates choisit de rejoindre les Tigers de Memphis, équipe entraînée par Penny Hardaway. Il connait une première saison universitaire compliquée où il manque notamment la moitié de la saison à cause d'une blessure au dos.
Voulant relancer sa côte en vue de la draft 2023 de la NBA, il entre dans le portail des transferts de la NCAA et revient dans sa ville native Ypsilanti pour jouer avec les Eagles d'Eastern Michigan. En avril 2023, Emoni Bates annonce sa candidature pour la draft après une saison collective décevante avec la modeste université d'Eastern Michigan, il est attendu en fin de second tour.

### Carrière professionnelle

#### Cavaliers de Cleveland (depuis 2023)
Le 22 juin 2023, il est choisi en 49e position par les Cavaliers de Cleveland lors de la draft 2023 de la NBA.
Il signe un contrat two-way avec les Cavaliers début juillet 2023.

## Palmarès

### Lycée
- Joueur national « Gatorade » de l'année 2020

### Universitaire
- Third-team All-MAC en 2023

## Statistiques

### Universitaires
| Saison    | Équipe           | Matchs | Titul. | Min./m | % Tir | % 3pts | % LF | Rbds/m. | Pass/m. | Int/m. | Ctr/m. | Pts/m. |
| --------- | ---------------- | ------ | ------ | ------ | ----- | ------ | ---- | ------- | ------- | ------ | ------ | ------ |
| 2021-2022 | Memphis          | 18     | 13     | 23,3   | 38,6  | 32,9   | 64,6 | 3,28    | 1,28    | 0,56   | 0,33   | 9,67   |
| 2022-2023 | Eastern Michigan | 30     | 30     | 33,5   | 40,5  | 33,0   | 78,2 | 5,77    | 1,40    | 0,73   | 0,53   | 19,23  |
| Carrière  | Carrière         | 48     | 43     | 29,7   | 40,0  | 33,0   | 74,9 | 4,83    | 1,35    | 0,67   | 0,46   | 15,65  |

### Professionnelles

#### Saison régulière
| Saison    | Équipe    | Matchs | Titul. | Min./m | % Tir | % 3pts | % LF | Rbds/m. | Pass/m. | Int/m. | Ctr/m. | Pts/m. |
| --------- | --------- | ------ | ------ | ------ | ----- | ------ | ---- | ------- | ------- | ------ | ------ | ------ |
| 2023-2024 | Cleveland | 15     | 0      | 8,9    | 30,6  | 30,3   | 25,0 | 0,93    | 0,67    | 0,07   | 0,13   | 2,73   |
| Carrière  | Carrière  | 15     | 0      | 8,9    | 30,6  | 30,3   | 25,0 | 0,93    | 0,67    | 0,07   | 0,13   | 2,73   |